# 3832 Shapiro
3832 Shapiro è un asteroide della fascia principale. Scoperto nel 1981, presenta un'orbita caratterizzata da un semiasse maggiore pari a 3,1376049 UA e da un'eccentricità di 0,1810591, inclinata di 1,04983° rispetto all'eclittica.